# 蕭士安
蕭士安（1460年—？），字以仁，江西吉安府泰和县人，民籍，明朝政治人物。

## 生平
弘治十一年戊午科江西鄉試第三名舉人。弘治十二年（1499年）中式己未科會試第三十一名，三甲第一百十二名進士。官黄州府通判。

## 家族
曾祖蕭鵬漢；祖蕭季運；父蕭彦和。母尹氏。具庆下。兄士化、弟士異、士亮。